# Partido Populares en Libertad
El Partido Populares en Libertad fue un partido político español formado en 2011 y disuelto en 2016. Se autodefine como un partido de centro político, reformista y liberal.
El Partido Populares en Libertad se sustenta en tres pilares: liberalismo económico, humanismo y conservadurismo de los valores de occidente. Apoya la economía de mercado, la libertad de comercio, la reducción de impuestos a su mínima expresión y desregulación de las actividades comerciales y productivas. Considera la libertad individual como una condición insustituible para alcanzar los mayores niveles de progreso y postula que no puede haber libertad sin responsabilidad.
Proponen la inclusión de las islas Chafarinas, el Peñón de Vélez de la Gomera y el Peñón de Alhucemas como parte del territorio autonómico de Melilla.
Se presentó a las elecciones a la Asamblea de Melilla de 2011 con Ignacio Velázquez Rivera, que fue alcalde y luego presidente de Melilla por el Partido Popular entre 1991 y 1998. En dicha cita electoral obtuvo 2.128 votos (7,00%) y 2 representantes. Desde el 26 de septiembre de 2013 su ámbito ha pasado a ser nacional, incluso ya tiene afiliados en diversas provincias, principalmente andaluzas. Hecho que, no sólo se ha reflejado en sus estatutos, además han realizado presentaciones en Granada y otros municipios.

## Elecciones al Parlamento Europeo 2014
En las elecciones al parlamento europeo de 2014 pidió el voto para el partido político Vox.

## Elecciones a la Asamblea de Melilla 2015 y pacto con el Partido Popular
En las elecciones autonómicas y municipales de 2015 obtuvo 1734 votos (5,50%) y una única representante, Paz Velázquez, hija de Ignacio Velázquez Rivera, expresidente de Melilla del año 1991 al 1998 y fundador y presidente de Partido Populares en Libertad.
En las elecciones a la Asamblea de Melilla de 2015 el Partido Popular de Melilla ganó las elecciones obteniendo 12 diputados pero perdió la mayoría absoluta y necesitaba pactar para mantenerse en el gobierno de la ciudad. Coalición por Melilla, PSOE, Ciudadanos e incluso Partido Populares en Libertad plantearon un gobierno alternativo al del Partido Popular y al de Juan José Imbroda, finalmente el Partido Popular hizo una oferta al Partido Populares en Libertad que era entrar en el gobierno dándoles una vicepresidencia y consejería, y tener más representación en la Asamblea de Melilla, algo que hizo que Partido Populares en Libertad cediera y acabara aceptando la oferta del Partido Popular de Melilla.

## Disolución e integración
El 12 de diciembre de 2016, Populares en Libertad de Melilla convocó un congreso extraordinario donde se aprobó su disolución para integrarse, tanto el partido como su militancia, en el PP. La decisión fue tomada, tras cinco años desde su creación como una escisión del propio Partido Popular, por firmar el pacto de gobierno en Melilla con el PP, tras las elecciones municipales y autonómicas de 2015, garantizando así la mayoría absoluta: 12 diputados del PP y 1 diputado de PPL.

## Resultados electorales
| Elecciones | Votos      | %    | Diputado(s) | Diferencia | Gobierno  |
| ---------- | ---------- | ---- | ----------- | ---------- | --------- |
| 2011       | 2.128 (#4) | 6,81 | 2/25        |            | Oposición |
| 2015       | 1.734 (#5) | 5,44 | 1/25        | 1          | Oposición |